# Bergrothia
Bergrothia é um género de besouro pertencente à família Staphylinidae.
Espécies:
- Bergrothia adzharica Hlaváč, 2004
- Bergrothia barbakadzei Maghradze, Faille, Barjadze & Hlaváč, 2019
- Bergrothia lederi (Saulcy, 1880)
- Bergrothia lenkorana (Reitter, 1882)
- Bergrothia mingrelica (Reitter, 1885)
- Bergrothia saulcyi (Reitter, 1877)
- Bergrothia solodovnikovi Hlaváč, 2004